# Czesław Antecki
Czesław Leon Antecki (ur. 11 kwietnia 1880 w Szydłowcu, zm. 28 marca 1923 w Warszawie) – polski samorządowiec, członek rady miejskiej w Szydłowcu i burmistrz tego miasta, członek Sejmiku Powiatowego w Końskich. Przedsiębiorca kamieniarski. 

## Życiorys
Czesław Antecki należał do pochodzącej z Kaliskiego rodziny mieszczańskiej. Urodził się w 1880 r. w rodzinie szydłowieckiego rentiera, wcześniej piekarza, Konstantego i Michaliny z Połomskich. Wychowywał się w wielodzietnej rodzinie - 9 rodzeństwa i troje dzieci z poprzedniego małżeństwa ojca. 
Pobierał podstawowe nauki, po czym kształcił się w Cechu Kamieniarskim w Szydłowcu, wyzwalając się na czeladnika tej profesji.
Od 1903 r. prowadził Kopalnie Kamienia Szydłowieckiego Czesław Antecki (które działały do znacjonalizowania w 1951 r.). Nabył folwark "Irena" w pobliżu Szydłowca, który obejmował 48 ha. 
Od roku 1916 czynnie uczestniczył w życiu samorządowym miasta. Został wtedy wybrany do Rady Miejskiej. Podczas I wojny światowej był Komisarzem miasta. od 1917 r. był członkiem Sejmiku Powiatowego w Końskich.
Już na drugim posiedzeniu rady (24 listopada 1918), w związku z propozycją budowy pomnika, wystąpił z wnioskiem o wystawieniu go Tadeuszowi Kościuszce. Na początku kolejnego roku stanął do wyborów na burmistrza. Wygrał je uzyskując 21 na 24 głosy, pokonując Bonawenturę Niezgodzińskiego i Franciszka Krzemińskiego. Obejmując urząd powołał Zarząd Miejski w składzie: Edward Ziółkowski (zastępca), Izaak Pinkiert, Stanisław Podkowiński i Wincenty Skrzyński. Już w styczniu 1920 r. Antecki, rezygnując ze stanowiska, przestał być burmistrzem. Jego obowiązki przejął dotychczasowy zastępca.    
8 stycznia 1922 r. aresztowano ówczesnego burmistrza, Andrzeja Klepaczewskiego, i członków magistratu (m.in. Chil Cuker). Tego samego dnia starosta konecki Czesław Gajzler zaproponował radzie, aby obowiązki burmistrza tymczasowo przejął Czesław Antecki, będący w tym czasie radnym. Rada Miejska, pomimo nieprzeprowadzenia formalnego głosowania, zaaprobowała propozycję starosty. Na kolejnym posiedzeniu rady Antecki przedstawił oświadczenie, w którym stwierdzał, ze względu na brak czasu nie może pełnić powierzonej mu funkcji. Postanowił jednak pozostać na stanowisku do rozpisania nowych wyborów, które odbyły się 6 kwietnia 1922 r. 
Zmarł w Warszawie w Szpitalu św. Józefa. Został pochowany na cmentarzu w Szydłowcu w kwaterze I.

## Upamiętnienie
22 listopada 2021 r., uchwałą nr XXXV/256/21 Rada Miejska w Szydłowcu upamiętniła Czesława Anteckiego nazywając jego imieniem jedną z ulic we wschodniej części miasta.